# Nathaniel Niles (Eiskunstläufer)

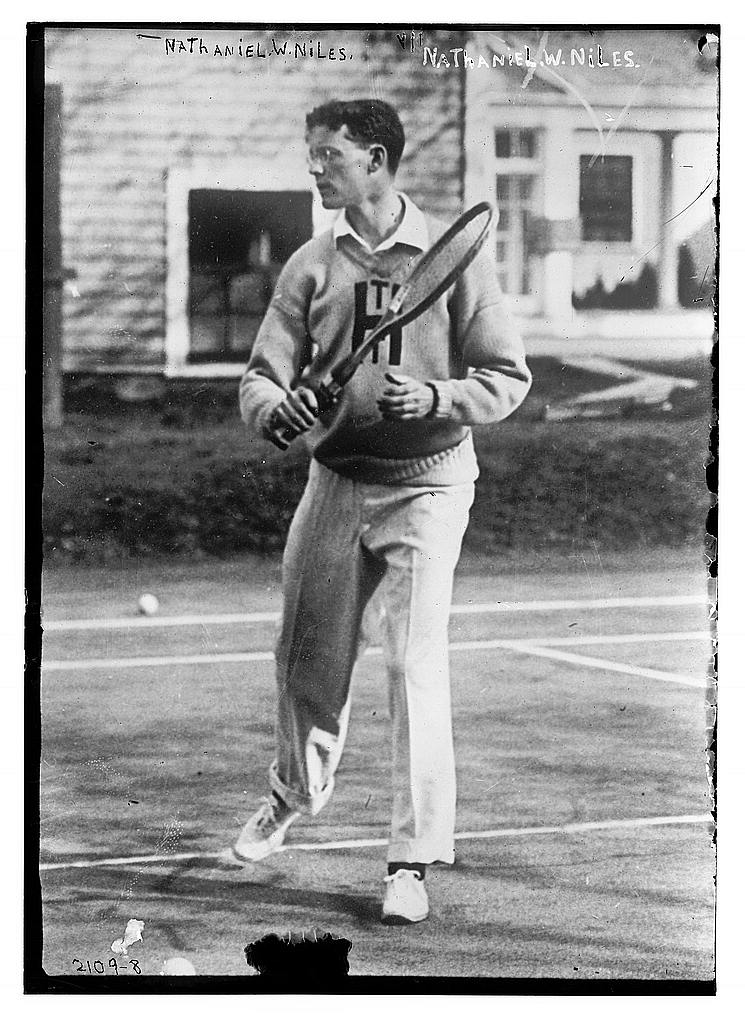
Nathaniel Niles

Nathaniel William Niles (* 5. Juli 1886 in Boston, Massachusetts; † 11. Juli 1932 in Brookline, Massachusetts) war ein US-amerikanischer Eiskunstläufer und Tennisspieler.
Niles startete im Eiskunstlauf sowohl Einzellauf, als auch im Paarlauf.
1918, 1925 und 1927 wurde er US-amerikanischer Meister im Herreneinzel. Er nahm im Einzellauf an drei Olympischen Spielen teil. 1920 in Antwerpen wurde er Sechster, 1924 in Chamonix erneut Sechster und 1928 in St. Moritz 15. 1928 bestritt er auch seine einzige Weltmeisterschaft im Einzellauf, er beendete sie auf dem zehnten und letzten Platz.
Im Paarlauf wurde Niles gemeinsam mit Theresa Weld 1918 und von 1920 bis 1927 US-amerikanischer Meister. Auch hier nahm er an drei Olympischen Spielen teil, 1920 wurde das Eislaufpaar Vierte, 1924 Sechste und 1928 Neunte. Sie bestritten drei Weltmeisterschaften. 1928 wurden sie Siebte, 1930 Sechste und 1932 Achte. Zusammen mit Blanchard gewann Niles auch fünf nationale Titel im Eistanz.
Niles war auch ein guter Tennisspieler. Mit Edith Rotch gewann er 1908 den Mixed-Titel bei den US Open. 1917 verlor er bei den US Open das Finale im Herreneinzel gegen Lindley Murray in vier Sätzen. Niles wurde 2000 in die New England Tennis Hall of Fame aufgenommen.

## Ergebnisse

### Einzellauf
| Wettbewerb / Jahr                | 1914 | 1918 | 1920 | 1921 | 1922 | 1923 | 1924 | 1925 | 1926 | 1927 | 1928 |
| -------------------------------- | ---- | ---- | ---- | ---- | ---- | ---- | ---- | ---- | ---- | ---- | ---- |
| Olympische Winterspiele          |      |      | 6.   |      |      |      | 6.   |      |      |      | 15.  |
| Weltmeisterschaften              |      |      |      |      |      |      |      |      |      |      | 10.  |
| US-amerikanische Meisterschaften | 3.   | 1.   | 2.   | 2.   | 2.   |      | 2.   | 1.   | 2.   | 1.   |      |

### Paarlauf
(mit Theresa Weld)
| Wettbewerb / Jahr                | 1914 | 1918 | 1920 | 1921 | 1922 | 1923 | 1924 | 1925 | 1926 | 1927 | 1928 | 1929 | 1930 | 1932 |
| -------------------------------- | ---- | ---- | ---- | ---- | ---- | ---- | ---- | ---- | ---- | ---- | ---- | ---- | ---- | ---- |
| Olympische Winterspiele          |      |      | 4.   |      |      |      | 6.   |      |      |      | 9.   |      |      |      |
| Weltmeisterschaften              |      |      |      |      |      |      |      |      |      |      | 7.   |      | 6.   | 8.   |
| US-amerikanische Meisterschaften | 2.   | 1.   | 1.   | 1.   | 1.   | 1.   | 1.   | 1.   | 1.   | 1.   | 2.   | 2.   |      |      |